# Кунтуш
Ку́нту́ш — верхній жіночий і чоловічий одяг військового та шляхетного станів з відрізною приталеною спинкою та малими зборками і широкими розрізними вилогами на рукавах; рукави вузькі, комір відкладний двобортний; на грудях відкритий, в талії застібався гапликом, без пояса. За іншим визначенням — жіночий і чоловічий одяг із прорізними рукавами, який носили поверх жупана, підперезуючи слуцьким поясом або поясом із дорогої тканини.

## Назва
Слово кунтуш походить від пол. kontusz, kuntusz, що через часткове посередництво угор. köntös і посередництво тур. kontoş сходить до грец. κάνδυς («перський одяг з довгими рукавами»), яке вважається словом мідійського походження.

## Опис
Характерну особливість кунтуша становлять рукави з прорізом або цілком прорізані до плечей, рукава просто звисали додолу або їх закидали за плечі. Під кунтушем чоловіки носили «піджупанник» (каптан), вузькі рукави якого протягували у розрізи рукавів кунтуша.
Жіночі кунтуші мали дві пари рукавів. Одну пару рукавів одягали на руки та просовували їх у іншу пару розрізаних рукавів. Шляхта та козацька старшина шили свої кунтуші з парчі або шовкових дорогих тканин, інші прошарки населення шили кунтуші з тонкого сукна. Суконні кунтуші обшивалися галунами або крученими шнурками.
Цей вид одягу був у козаків до кінця 18 ст. У 19 ст. Пізніше цей одяг був замінений на фраки та сурдути. Кунтуші, як пережиток старовини в кінці 19 ст. були тільки в парадному одязі співаків петербурзької придворної капели, яких, як відомо, набирали з українців.

## Кунтуш в Україні
Кунтуш на українських землях носили як чоловіки, так і жінки. Носити кунтуш мали право лише заслужені чини. Нижні військові чини від козаків і до військового товариша, мали право носити кунтуш лише після закінчення військової служби. Вищі чиновники мали право носити кунтуші поза службою, на службі вони повинні були бути одягнені лише в черкески.
Носили кунтуш зверху по кафтані. Кроєм він був подібний до черкески. Кунтуш на відміну від черкески не мав розрізів на рукавах. Довжина його була не визначена. Пояс одягався лише по нижньому кафтану, а не так як до черкески — зверху. Кунтуші могли бути з шовковими відворотами та обшлагами.
Жінки носили кунтуші в святкові та урочисті дні. Жіночі кунтуші могли бути з парчевими, оксамитовими відворотами. Вуса нашивалися зі шнурка або позументу, в деяких заможних вони викладалися дорогоцінним камінням. Під кунтушем носили корсет, який защіпався ґудзиками з тієї ж тканини або гапликами. Запаска повинна була бути видною з-під кунтуша і пошита з шовкової, або в заможніших з парчевої тканини.
Люди середнього достатку шили кунтуші з англійського або голландського сукна — саєти, а заможні з оксамиту або шовку, а на святкові дні — парчеві або шиті золотом по атласі.
Жінкам було заборонено виходити без кунтуша, в корсеті вони могли находитися лише серед рідних або близьких родичів.

## Кунтуш в історії
Законом Речі Посполитої 1613 року, кунтуші було дозволено носити лише шляхті. Міщани могли носити лише жупан. Кунтуш належав також до козацького строю.
Кунтуш, старовинне польське вбрання, зверху якого носили жупан. Кунтуш носили також як жупан. Такі кунтуші шили з тафту, шовку з золотими ґудзиками і носили поверху жупанів. Рукави в кунтушах були розрізні і відкидались на спину.
Одяг, який був установлений за воєводствами на сеймі 1780 р. Кольори установляли воєводства самі: Київське воєводство: гранатовий жупан, кунтуш червоний, вилоги гранатові, ґудзики золоті, нарамники золоті з написом: Воєводство Київське. Або з 1780 кунтуш кармазиновий з чорними вилогами, ґудзики жовті, жупан білий.
Волинське воєводство: білий жупан, кунтуш зелений, комір та лапки малинові.
Подільське воєводство: білий жупан, кунтуш зелений (майовий), вилоги чорні, шліфи золоті.
Брацлавське воєводство: білий жупан, кунтуш небесний, малинові вилоги, шліфи золоті з чорним шовком.
Чернігівське воєводство: білий жупан, кунтуш червоний, чорні вилоги, шліф один срібний. (За опис. Лукаша Голебівського)
Особливості носіння кунтушів згадує П. О. Куліш у романі «Чорна рада»:
|  | Знаті були міщане раз уже з того, що не носили шабель, — тілько ніж коло пояса: одні пани да козаки ходили при шаблях. А вдруге, знаті були з того, що підперізувались по жупану, а кунтуші носили наопашки (тоді було коли не пан або не козак, то по кунтушу й не підперізуйсь, щоб інде носа не втерто). |

## Галерея

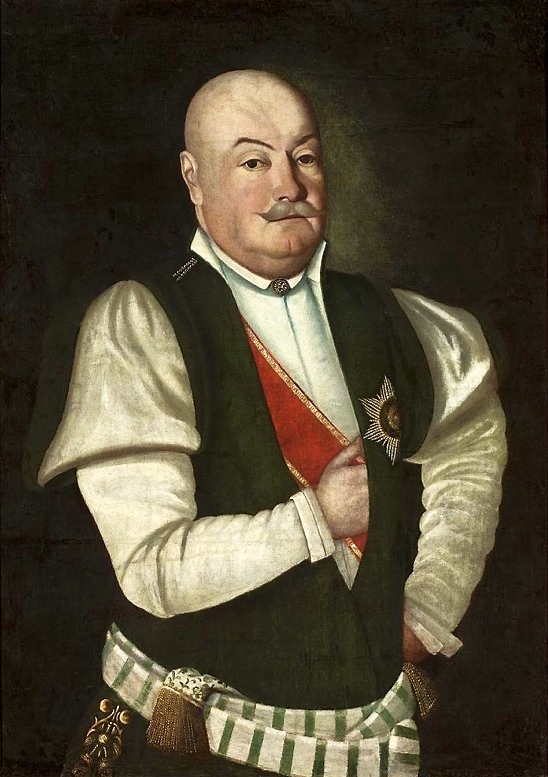
Юзеф Фаворський. Портрет шляхтича в строї подільського воєводства
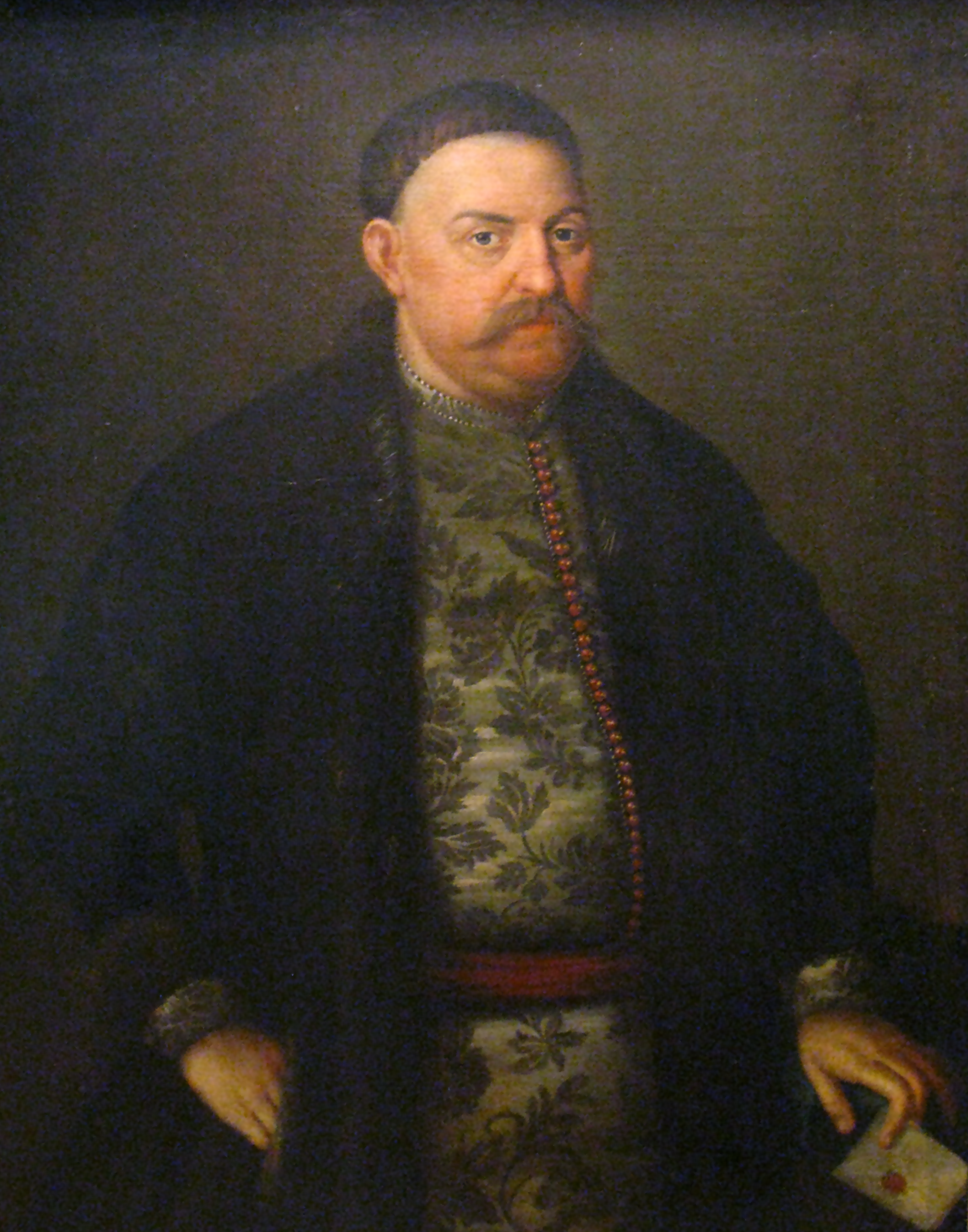
Чернігівський каштелян - Микола Воронецький (~1710)
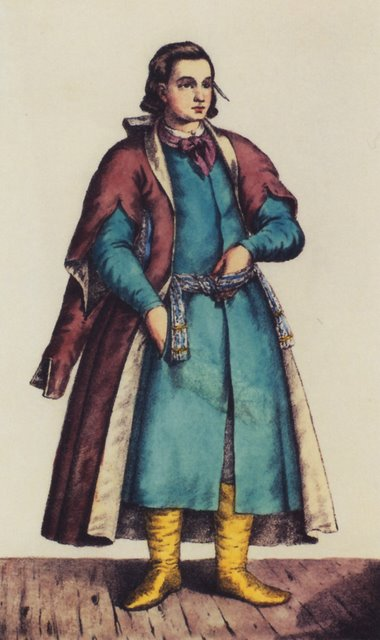
Козацький писар у жупані. Поверх жупана одягнутий кунтуш
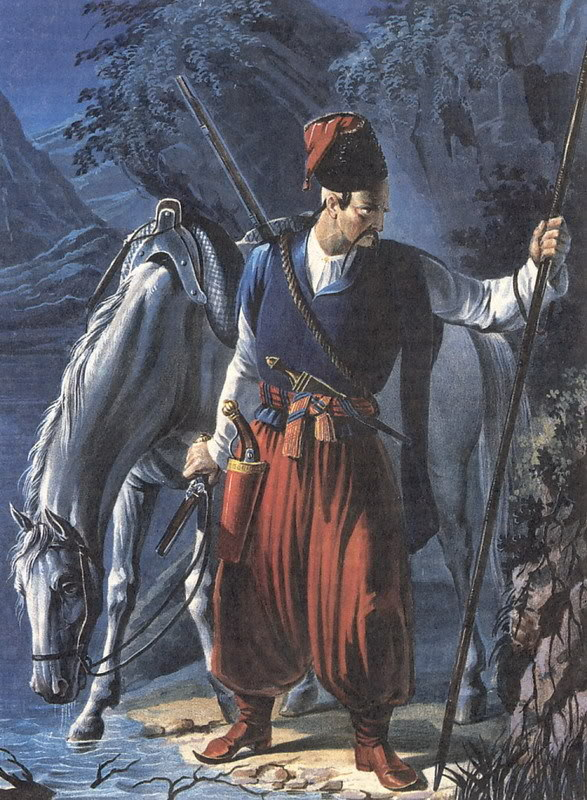
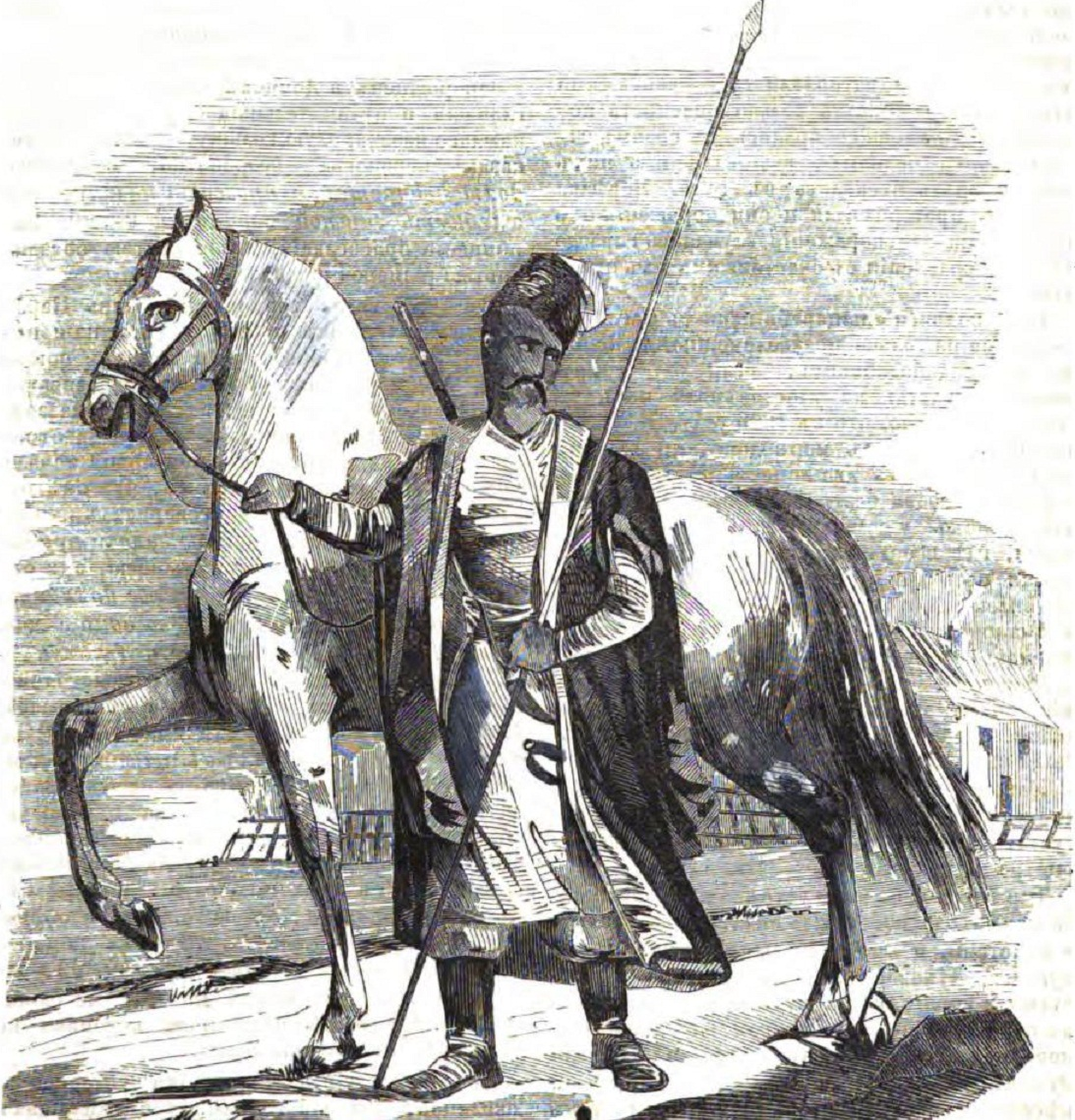
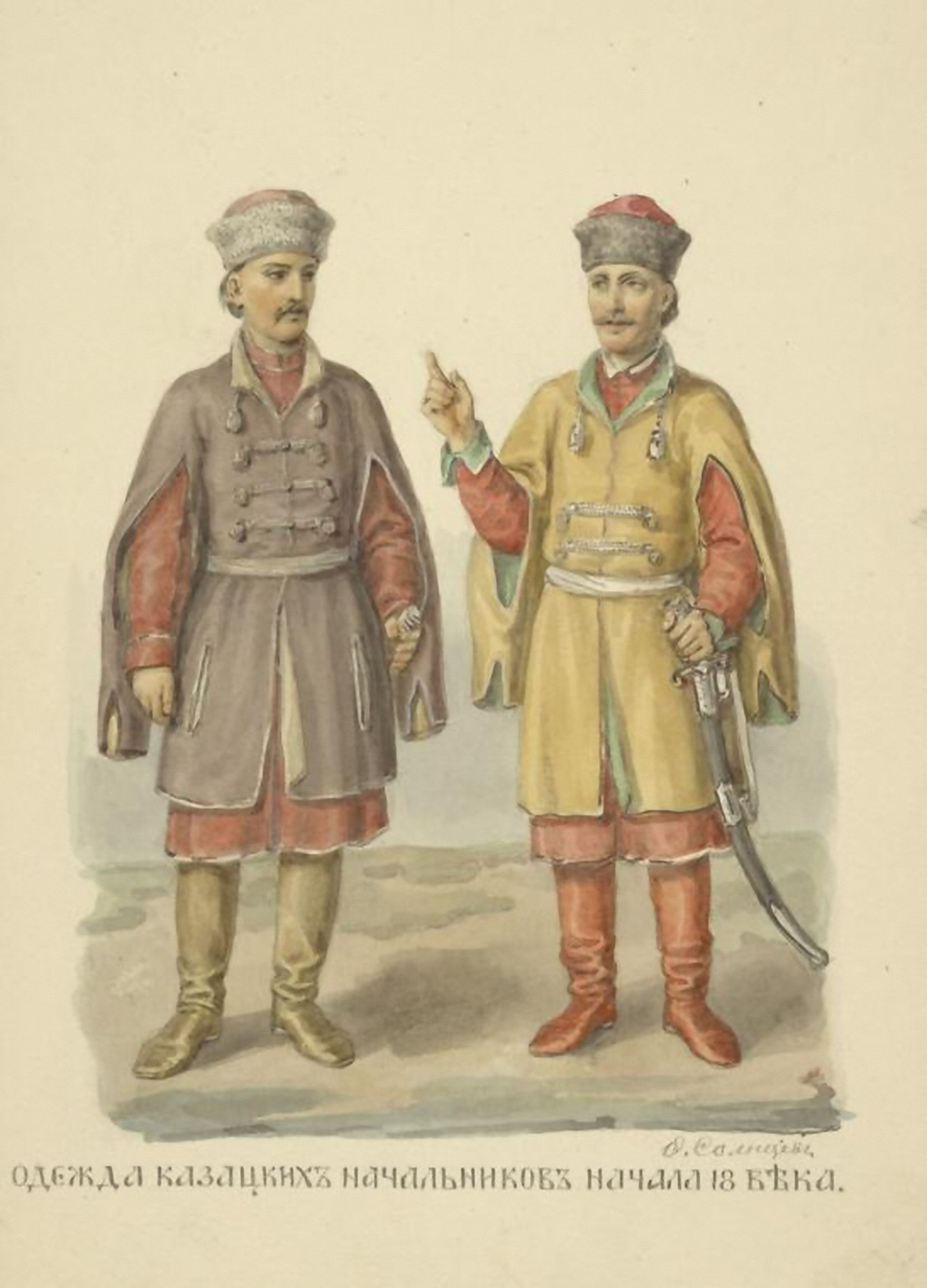
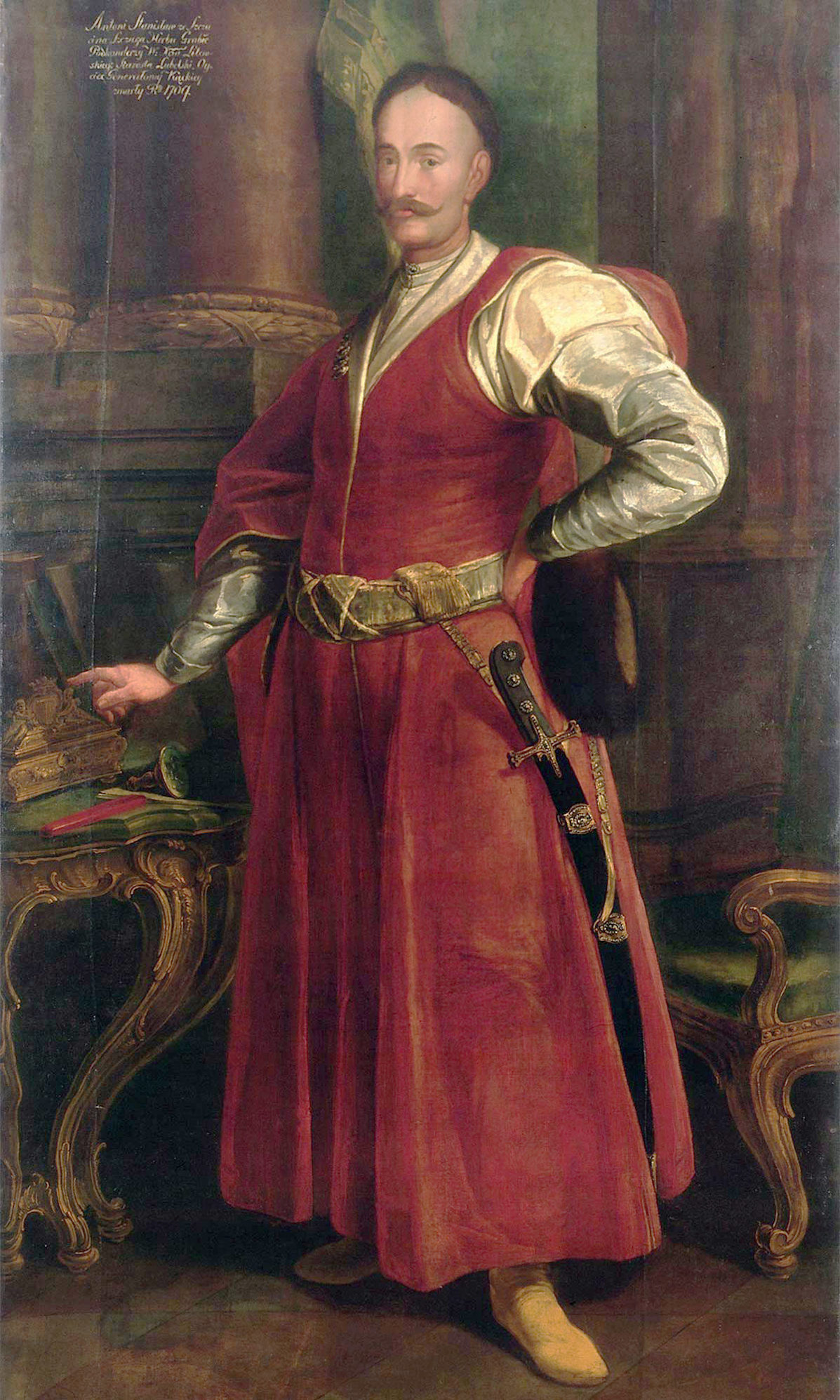
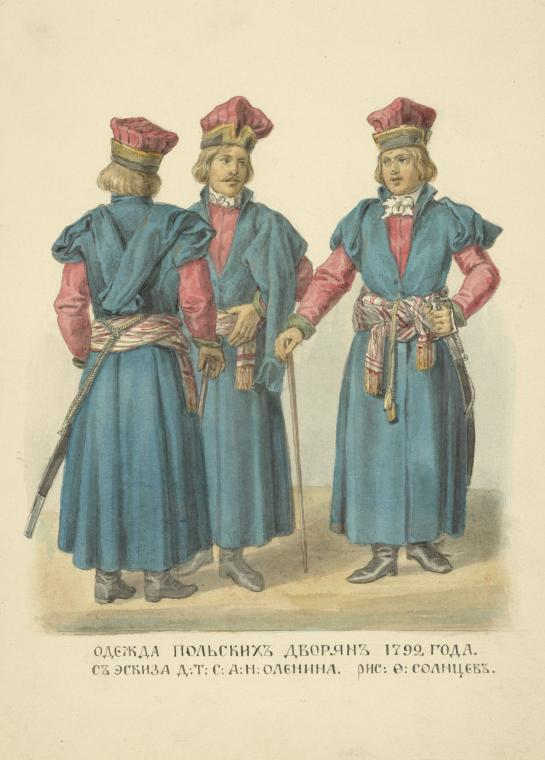
Одяг польської шляхти
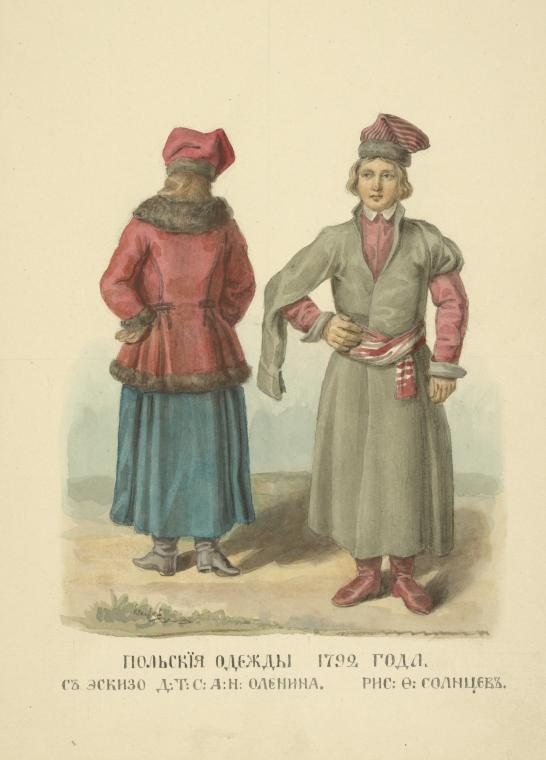
Польський одяг 1792
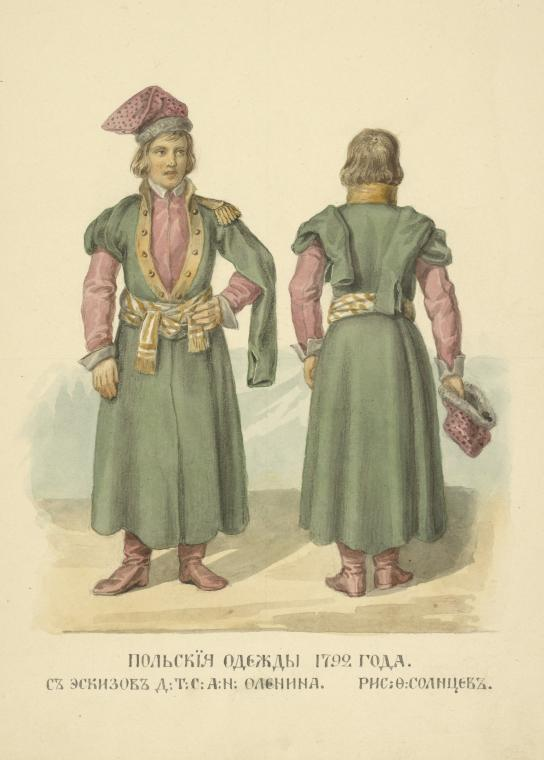
Польський одяг 1792
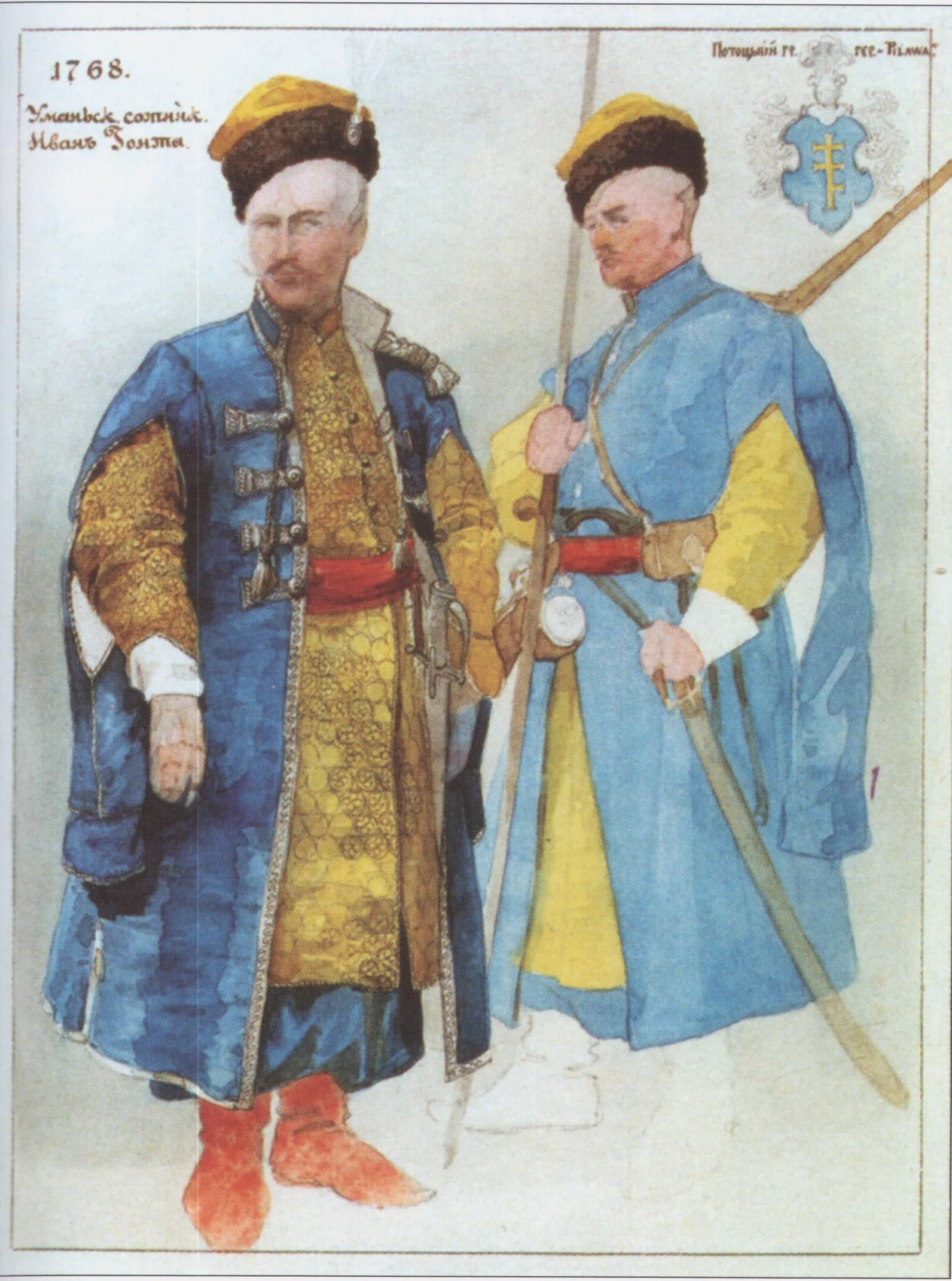
А. Ждаха. Гонта у жупані з кунтушем